# Lee Geung-young
Lee Geung-young (이경영) est un acteur et réalisateur sud-coréen, né le 12 décembre 1960 à Chungju.
En 2022, le passé criminel de Lee Geung-young refait surface dans les médias à travers sa condamnation en 2002 pour prostitution de mineurs.

## Filmographie

### Acteur

#### Cinéma
- 1987 : Adada : Charburner
- 1989 : Kuro arirang
- 1990 : Itjanhayo bimiliyeyo
- 1990 : Yeongshimi
- 1990 : Buhwaleui nolae
- 1990 : Danji geudaega yeojalaneun iyumaneulo
- 1991 : Itjanhayo bimiliyeyo 2
- 1991 : Saui chanmi : Hong Nan-pa
- 1992 : Gaeulyeohaeng
- 1992 : Baekchi aein
- 1992 : Seomgangeseo haneulgaji
- 1992 : Hayan chonjaeng : Chinsu Pyon
- 1993 : Geu yeoja, geu namja : Chang
- 1993 : Bioneun nalui suchaehwa 2
- 1994 : Jangmiui nanal
- 1994 : Sae sang bakuro : Kyung-yong
- 1994 : Gameui beobjig : Man-su
- 1994 : Eolin yeon-in : Eun-woo
- 1994 : Sontob : Jung-min
- 1995 : Namjaui goerowe
- 1995 : Terrorist : Sang-hyun
- 1995 : Eommaege aeini saenggyeoteoyo
- 1996 : Run Away : le détective Jang
- 1996 : Koleuses
- 1997 : Gwicheondo
- 1997 : Cheinji
- 1997 : Bbeuajong : Young-soo
- 1997 : Mr. Condom
- 1997 : Holiday in Seoul : le petit ami de l'opératrice téléphonique
- 1997 : Saminjo : Ahn
- 1997 : Beibi seil : Sang-joon
- 1997 : Hallellu-ya : Stinky
- 1997 : Mariawa yeoinsuk
- 1998 : Jugineun iyagi : Harvey
- 1998 : Gimaghin sanaedeul : le vieil homme
- 1998 : Kiss harggayo : le rédacteur en chef
- 2002 : Mongjungin : Yoon-ho Lee
- 2002 : Miwodo dashi hanbeon : Ahn Ji-hwan
- 2002 : Family : Choi Mu-yeong
- 2005 : Jongryeonamu sup : le capitaine
- 2007 : Meet Mr. Daddy : Sang-jun
- 2009 : Du saramyida : le père de Ga-in
- 2009 : Paju : le boss
- 2009 : Be My Guest : M. Lee
- 2010 : A Better Tomorrow : le lieutenant Park
- 2011 : Sunny : Joon-ho adulte
- 2011 : Moby Dick : le professeur Jang
- 2011 : War of the Arrows : Kim Mu-seon
- 2011 : Hindsight
- 2011 : Countdown : Jo Myeong-seok
- 2011 : Masterclass-ui sanchaek
- 2012 : Bom, nun : le mari
- 2012 : National Security : Lee Guen-an
- 2012 : A Company Man : Ban Ji-hun
- 2012 : 26 Years : Kim Gap-se
- 2013 : The Agent : Ri Hak-soo, l'ambassadeur de Corée du Nord
- 2013 : New World : le directeur Seok (caméo)
- 2013 : The Terror Live : Cha Dae-eun
- 2013 : Ddo hanaui yaksok : le superviseur Kim
- 2013 : Monster Boy: Hwayi : Im Hyung-taek
- 2014 : Gwanneungui bubchik : Choi Sung-jae
- 2014 : Baekpeuro : le principal
- 2014 : Kundo : Ddaeng-choo
- 2014 : The Pirates : So-ma
- 2014 : Tazza: The Hidden Card : Kko-jang
- 2014 : Whistle Blower : Lee Jang-hwan
- 2014 : Paesyeonwang : le père de Won-ho
- 2015 : Heosamgwan maehyeolgi : le père d'Ok-ran
- 2015 : Eunmilhan yuhok : Yoo-mi
- 2015 : Sosuuigyeon : Jae-ho
- 2015 : Assassination
- 2015 : Memories of the Sword : le professeur
- 2015 : The Beauty Inside : le père de Woo-jin
- 2015 : Chioebeobgwon : le détective en chef Wang
- 2015 : Seobu jeonseon : le lieutenant-colonel Yoo
- 2015 : Inside Men : Jang Pil-woo
- 2015 : Joseon masulsa : Ahn Dong-whi
- 2016 : Daebaewoo
- 2016 : Pandora : le premier ministre
- 2017 : New Trial : Goo Pil-ho, l'avocat
- 2017 : The Prison : le directeur-général Bae
- 2017 : Sans pitié : Ko Byeong-chul
- 2017 : Real : Noh Yeom
- 2017 : Along With the Gods : Les Deux Mondes : Ogwan
- 2017 : Steel Rain : Kim Kyung-young
- 2017 : Battleship Island : Yoon Hak-cheol
- 2017 : Man of Will (en) : Lee Jae-jeong (caméo)
- 2017 : The Mayor : Jeong Chi-in (caméo)
- 2018 : Gate : Jang-choon
- 2018 : Money Bag : le tueur à gages
- 2018 : Along With the Gods : Les 49 Derniers Jours : Ogwan
- 2018 : Monstrum : Sim Woon
- 2018 : Jajeon chawang: Eom Bog-dong
- 2019 : Black Money : Lee Kwang-joo
- 2019 : Destruction finale : le général Choi

#### Télévision
- 1999 : Crystal (16 épisodes)
- 2000 : Fireworks (32 épisodes)
- 2004 : Bulmyeolui Lee Soon-shin : Keitetsu Genso (1 épisode)
- 2005 : Daiahmundeuwi neunmul : Jin Kwang-ho (? épisodes)
- 2011 : Vampire Prosecutor : Jo Jung-hyun (11 épisodes)
- 2015 : Gwishinboneun hyungsa, Cheo Yong : Lee Jeong-su, le chef de la police (1 épisode)
- 2015 : Di dei : Park Geon (20 épisodes)
- 2015 : Sense8 : Kang-dae (5 épisodes)
- 2017 : The Bride of Habaek : le grand prêtre (3 épisodes)
- 2017 : Stranger : Lee Yoon-beom (14 épisodes)
- 2017 : Argon : Choi Geun-hwa (8 épisodes)
- 2018 : Misty : Jang Gyu-seok (? épisodes)
- 2018 : Nainrum : le CEO Ki-san (16 épisodes)
- 2019 : Haechi : Min Jin-hun (46 épisodes)
- 2019 : Vagabond : Edward Park (13 épisodes)
- 2020 : Hyena : Song Pil-joong (16 épisodes)
- 2020 : The World of the Married : Yeo Byung-gyu (16 épisodes)
- 2021 : Binsenjo : Park Sung-jun (1 épisode)
- 2021 : Geomeun taeyang : Lee In-hwan (5 épisodes)
- 2022 : Again My Life : Jo Tae-sob (15 épisodes)
- 2022 : Why Her? : le président Han Sung-beom (3 épisodes)
- 2022 : Doctor Lawyer : Goo Jin-gi (16 épisodes)
- 2023 : Queenmaker (1 épisode)

### Réalisateur
- 1996 : Gwicheondo
- 2002 : Mongjungin

## Affaires criminelles
En 2002, Lee Kyung-young est arrêté et jugé par un tribunal pour prostitution de mineurs. Il est accusé d'avoir « manipulé et exploité » une aspirante actrice mineure nommée « L » en échange de relations sexuelles,.